# مسجد التينة (نابلس)

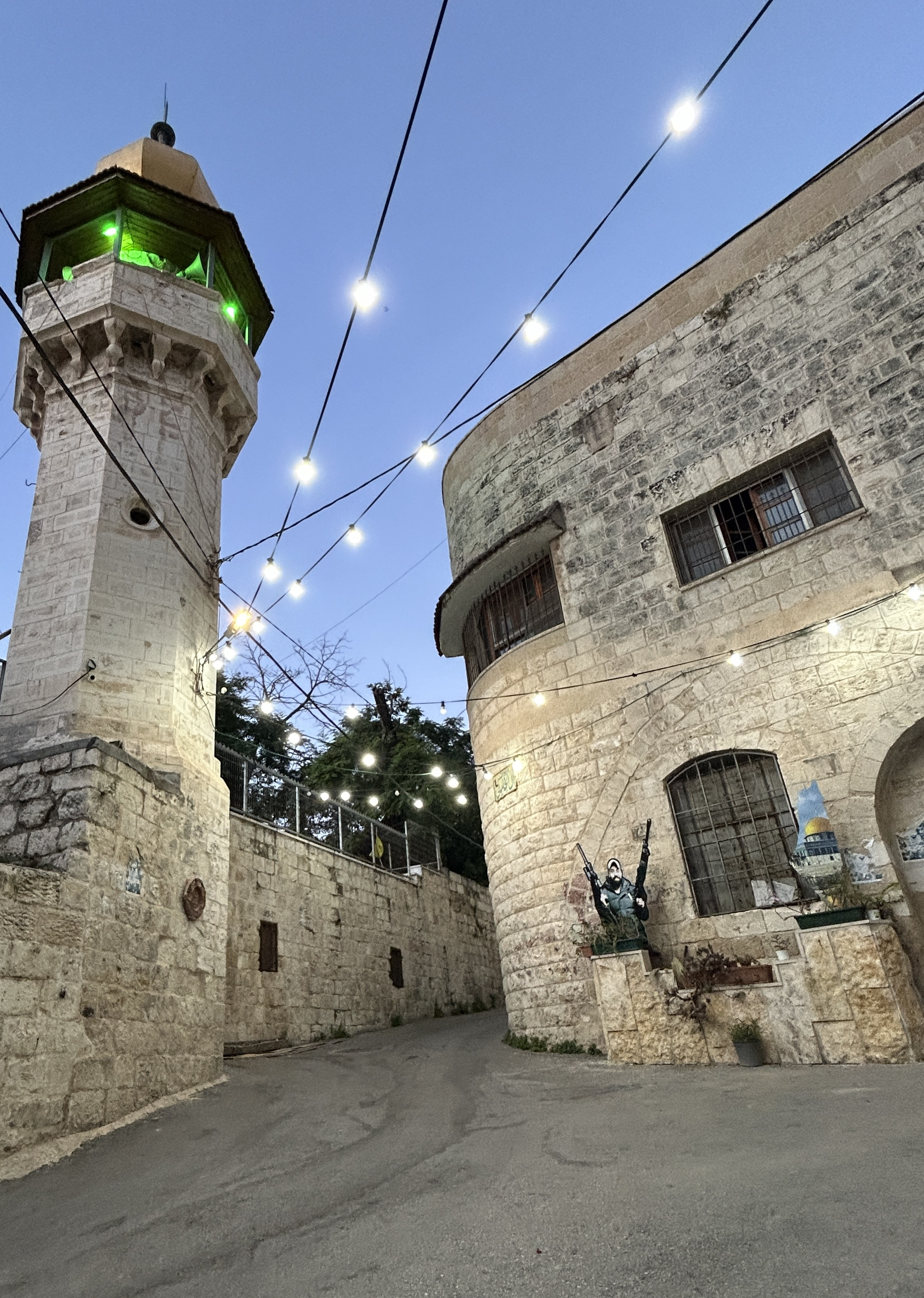
مسجد التينة: معلم ديني وتاريخي في قلب المدينة القديمة

مسجد التينة أوالجامع الصغير هو مسجد تأسس في حارة القريون بمدينة نابلس. سمي المسجد بهذا الاسم نسبة لشجرة تينٍ كبيرةٍ وضخمةٍ كانت موجودة في المكان يوم بنائه. يتميز المسجد بتاريخه العريق وقيمته الدينية، ويعد من المعالم الإسلامية البارزة في المدينة التى لا تزال تحتفظ بطابعها المعماري القديم. وتشير بعض الروايات الى أن المسجد كان قريبا من زوايا صوفية درويشية، ما يعكس البعد الروحي والتاريخي العميق لهذا المكان. تم إعادة بناء وترميم المسجد في عام 1889، وأهم ما يميز المسجد مئذنةٌ ذات أضلاع ثمانية وقبة بصلية الشكل.

## الموقع والأهمية
يقع مسجد التينة في الجهة الشرقية من حارة القريون وهي احدى الحارات التاريخية في قلب البلدة القديمة بمدينة نابلس، ويُعد المسجد أحد المعالم الدينية والتاريخية العريقة في المدينة. أطلق على المسجد اسم "الجامع الصغير" وذلك بسبب حجمه المتواضع مقارنة ببقية المساجد الموجودة في المدينة، أما عن تسمية المسجد بالتينة فتعود إلى وجود شجرة تين ضخمة كانت تظلل مكان المسجد عند بنائه، وقد ظلت هذه الشجرة علامة بارزة في ذاكرة أهالى المنطقة.

## المعمار والبناء
يعكس المسجد الطابع المعماري الإسلامي التقليدي، ويتميز ببساطته وتناسقه مع البيئة المحيطة. يتكون مبنى المسجد من الآتي:
- قاعة صلاة تعلوها قبة بسيطة.
- محراب حجري قديم.
- منارة صغيرة مضلعة الطراز.

تم بناء المسجد باستخدام الأحجار الكلسية، وهي مادة بناء شائعة في عمارة المساجد القديمة في المنطقة. يعود تاريخ بناء المسجد الى ما قبل عام 1714، وفي أواخر القرن التاسع عشر خضع المسجد لعملية ترميم موسعة، مما ساهم في الحفاظ على هويته المعمارية. كما شهد أيضا في السنوات الاخيرة أعمال ترميم أخرى منها: ترميم البنية التحتية، وأيضا الحفاظ على الطراز المعماري، كما تم توسعة مساحة المسجد الداخلية للمصلين.
يعد مسجد التينة واحدا من بين عشرة مساجد في مدينة نابلس، كما يعتبر من المساجد التي لها أهميتها في التنمية الدينية للأطفال ففيه يتم تعليم وتحفيظ الأطفال القرآن الكريم، كما يعتبر مكانًا هاما للوعظ والإرشاد والتجمعات الشعبية.
تشير وثائق المحاكم الشرعية أن مسجد التينة بني في القرن العاشر الهجري أي في بدايات العهد العثماني بمدينة نابلس، وجرت آخر عملية ترميم وإعادة بناء للمسجد عام 1889م. ويبلغ عدد المساجد في محافظة نابلس حوالي 264 مسجدا، منها 107 مسجد في المدينة، من بينهم 25 مسجدا مركزيا وفق تصنيف مديرية الأوقاف.